# Kondensat

Schematiskt flödesdiagram över hur kondensat separeras från naturgas.

Benämningen kondensat används både för gaskondensat och en lätt råolja. Ordet används också för engelska hash, resultatet av en matematisk operation som används vid autentisering av elektroniska meddelanden.
Övergången mellan råolja och kondensat är flytande, men slutkokpunkten för ett kondensat är lägre än för en råolja. Gastrycket är inte avgörande, det beror på vilken process som används. Sammansättningen av HC-komponenter (kolväte) liknar varandra i en råolja och i ett kondensat, men kondensatet har mycket liten förekomst av tyngre komponenter (asfalter, S-förbindelser (svavel), förbindelser som innehåller nickel och vanadin, etc.). För att klassas som ett stabilt kondensat skall gastrycket vara lägre än 11 psi RVP (75 kPa) eller lägre än 1 bar TVP (100 kPa) vid 38 (eller ibland 25) grader Celsius.